# Eickberg (Bad Salzuflen)
Der Eickberg ist ein 228,6 m ü. NHN hoher Berg im Gebiet der Stadt Bad Salzuflen im nordrhein-westfälischen Kreis Lippe in Deutschland.

## Lage
Der Eickberg ist Teil des Lipper Berglands. Er befindet sich etwa 4,7 Kilometer östlich des Bad Salzufler Stadtzentrums beim Weiler Bergkirchen, im äußersten Norden des Stadtteils Retzen. Südlich befindet sich der namensgebende Eickhof (Eickmeier). Südöstlich befindet sich der Kahlenberg.

## Evangelische Kirche Bergkirchen
Auf dem Berg befindet sich die 1850 erbaute Evangelische Kirche Bergkirchen.

## Schutzgebiete
Westlich/südwestlich des Berges ist das Naturschutzgebiet „Bachtal bei Grünau“ ausgewiesen. Östlich/südöstlich das ca. 46,2 ha große Landschaftsschutzgebiet „Sudbach“.

## Wanderwege
Nördlich des Berges verläuft über den Römerweg der von Herford kommende, 72 Kilometer lange Hansaweg bis nach Hameln.